# Björntjärnarna (Örträsks socken, Lappland)
Björntjärnarna är en sjö i Lycksele kommun i Lappland och ingår i Öreälvens huvudavrinningsområde.